# 1. Līga 1997
La 1. Līga 1997 è stata la 6ª edizione della seconda divisione del calcio lettone dalla ritrovata indipendenza. Il Ranto/AVV ha vinto il campionato ottenendo la promozione in massima serie.

## Stagione

### Formula
Le 14 squadre partecipanti si affrontavano in gironi di andata e ritorno per un totale di 26 incontri per squadra. La vincitrice veniva promossa in Virslīga 1998, mentre le squadre classificate agli ultimi due posti erano retrocesse in 2. Līga.
Erano assegnati tre punti per la vittoria, uno per il pareggio e zero per la sconfitta.

## Squadre partecipanti
| Club                | Città      | Stagione precedente |
| ------------------- | ---------- | --- |
| ASK/Flaminko Rīga   | Rīga       | 3° in 1. Līga |
| Ceriba/Livani       | Preiļi     | 7º nel girone B di 2. Līga. Ripescato per la rinuncia del Kolons, che era finito 8° in 1. Līga                                                          |
| Ilūkste             | Ilūkste    | 1º nel girone finale A/B di 2. Līga, promosso |
| Jaunība Daugavpils  | Daugavpils | 11° in 1. Līga |
| Jūrnieks            | Rīga       | 10° in Virslīga, retrocesso |
| Ofriss/Juniors      | Rīga       | 10° in 1. Līga |
| LUTK                | Rīga       | Non iscritta ad alcun campionato |
| Metalurgs Liepāja-2 | Liepāja    | 9° in 1. Līga |
| Ranto-AVV Rīga      | Rīga       | 5° in 1. Līga |
| Saldus              | Saldus     | 3º nel girone C di 2. Līga, ripescato |
| Skonto Metāls/Rinar | Rīga       | 9° in Virslīga, perde i playoff contro il Valmiera |
| Tukums              | Tukums     | 6° in 1. Līga |
| VAD Rīga            | Rīga       | 3º nel girone finale A/B di 2. Līga. Ripescato per la rinuncia del Vecriga che, dopo aver vinto la 1. Līga, rinunciò sia alla Virslīga che alla 1. Līga |
| Ventspils-2         | Ventspils  | 7° in 1. Līga come Venta, 4° come Nafta |

## Classifica finale
|  | Pos. | Squadra             | Pt | G  | V  | N  | P  | GF | GS  | DR  |
|  | ---- | ------------------- | -- | -- | -- | -- | -- | -- | --- | --- |
|  | 1.   | Ranto-AVV Rīga      | 59 | 26 | 18 | 5  | 3  | 99 | 35  | +64 |
|  | 2.   | Jūrnieks            | 50 | 26 | 14 | 8  | 4  | 66 | 35  | +31 |
|  | 3.   | VAD Rīga            | 50 | 26 | 16 | 2  | 8  | 73 | 51  | +22 |
|  | 4.   | Ventspils-2         | 45 | 26 | 12 | 9  | 5  | 63 | 40  | +3  |
|  | 5.   | LUTK                | 45 | 26 | 13 | 6  | 7  | 49 | 37  | +12 |
|  | 6.   | Tukums              | 41 | 26 | 11 | 8  | 7  | 49 | 34  | +15 |
|  | 7.   | Metalurgs Liepāja-2 | 40 | 26 | 11 | 7  | 8  | 52 | 44  | +8  |
|  | 8.   | ASK/Flaminko Rīga   | 37 | 26 | 9  | 10 | 7  | 44 | 47  | -3  |
|  | 9.   | Ilūkste             | 34 | 26 | 9  | 7  | 10 | 46 | 44  | +2  |
|  | 10.  | Jaunība Daugavpils  | 29 | 26 | 7  | 8  | 11 | 39 | 53  | -14 |
|  | 11.  | Saldus              | 26 | 26 | 8  | 2  | 16 | 45 | 70  | -25 |
|  | 12.  | Skonto Metāls/Rinar | 25 | 26 | 6  | 7  | 13 | 30 | 43  | -13 |
|  | 13.  | Ofriss/Juniors      | 19 | 26 | 5  | 4  | 17 | 35 | 67  | -32 |
|  | 14.  | Ceriba/Livani       | 4  | 26 | 1  | 1  | 24 | 22 | 112 | -90 |

## Verdetti finali
- Ranto/AVV promosso in Virslīga 1998.
- Ofriss/Juniors e Ceriba/Livani retrocesse in 2. Līga.